# Eddie Johnson (americký fotbalista)
Edward Abraham Johnson (* 31. března 1984) je bývalý americký fotbalový útočník. Účastník MS 2006, s 19 góly osmým nejlepším střelcem americké reprezentace. Svoji kariéru ukončil v roce 2015 kvůli problémům se srdcem.

## Klubová kariéra
Johnson byl v roce 2001 draftován na 19. místě týmem Dallas Burn. V prvních letech nedostával příliš šancí. V lednu 2005 na něj přišla nabídka z portugalské Benficy Lisabon na rekordních 5 milionů dolarů, liga i hráč ale odmítli. V roce 2006 se Dallas dostal do problému s platovým stropem a Johnson byl prodán do Kansas City Wizards. V sezony 2006 se mu ale nedařilo, vstřelil pouhé 2 góly. V prvních 12 zápasech sezony 2007 vstřelil 11 gólů, mj. se stal prvním hráčem, který vstřelil hattrick ve dvou po sobě jdoucích utkáních. V červenci 2007 o něj rostl zájem, mluvilo se i o anglické Premier League. Sezonu na vlastní žádost dohrál v Kansasu, v lednu 2008 přestoupil do Fulhamu. Ve Fulhamu si ale příliš nezahrál, převážně hrál na hostováních, hrál ve velšském Cardiffu, řeckém Arisu Soluň a v anglickém Prestonu. V únoru 2012 se vrátil do MLS a byl zařazen do Montrealu. Ten ho ale okamžitě vyměnil do Seattlu. V prosinci 2013 byl prodán do D.C. United. V březnu 2015 přišla zpráva, že Johnson bude možná muset ukončit kariéru kvůli srdečním problémům. V listopadu 2015 tuto zprávu Johnson potvrdil a oficiálně ukončil svoji kariéru.